# Championnat d'Antigua-et-Barbuda de football 2005-2006
Navigation
Saison précédente Saison suivante
La saison 2005-2006 du Championnat d'Antigua-et-Barbuda de football est la trente-cinquième édition de la Premier Division, le championnat de première division à Antigua-et-Barbuda. Les dix formations de l'élite sont regroupées au sein d'une poule unique où elles s'affrontent deux fois, à domicile et à l'extérieur. En fin de saison, les deux derniers du classement sont relégués et remplacés par les deux meilleures formations de First Division.
C'est le SAP FC qui remporte la compétition cette saison après avoir terminé en tête du classement final, avec sept points d'avance sur Hoppers FC et huit sur le double tenant du titre, Bassa SC. Il s’agit du tout premier titre de champion d'Antigua-et-Barbuda de l'histoire du club.

## Les clubs participants
- Empire FC
- Hoppers FC
- Villa Lions FC
- Old Road FC - Promu de First Division
- Liberta FC - Promu de First Division
- West Ham Point - Promu de First Division
- Wadadli FC
- Bassa SC
- Parham FC
- SAP FC

## Compétition
Le barème de points servant à établir le classement se décompose ainsi :
- Victoire : 3 points
- Match nul : 1 point
- Défaite : 0 point

### Classement
| Rang | Équipe          | Pts | J  | G  | N | P  | Bp | Bc | Diff |
| ---- | --------------- | --- | -- | -- | - | -- | -- | -- | ---- |
| 1    | SAP FC          | 42  | 18 | 13 | 3 | 2  | 33 | 15 | +18  |
| 2    | Hoppers FC      | 35  | 18 | 11 | 2 | 5  | 33 | 16 | +17  |
| 3    | Bassa SCT       | 34  | 18 | 10 | 4 | 4  | 41 | 20 | +21  |
| 4    | Empire FC       | 32  | 18 | 10 | 2 | 6  | 37 | 27 | +10  |
| 5    | Parham FC       | 25  | 18 | 7  | 4 | 7  | 16 | 15 | +1   |
| 6    | Villa Lions FC  | 24  | 18 | 7  | 3 | 8  | 21 | 23 | -2   |
| 7    | Liberta FCP     | 23  | 18 | 6  | 5 | 7  | 17 | 16 | +1   |
| 8    | Old Road FCP    | 20  | 18 | 6  | 2 | 10 | 27 | 41 | -14  |
| 9    | Wadadli FC      | 17  | 18 | 5  | 2 | 11 | 17 | 34 | -17  |
| 10   | West Ham PointP | 4   | 18 | 1  | 1 | 16 | 14 | 49 | -35  |

|  | Qualification pour le CFU Club Championship 2006 |
|  | Relégation directe en First Division             |
|  | T : Tenant du titre P : Promu de First Division  |

- English Harbour FC et Parham FC reçoivent une pénalité de 3 points pour ne pas avoir présenté le nombre requis de joueurs lors de la cérémonie d'ouverture de la compétition.

## Bilan de la saison
| Championnat d'Antigua-et-Barbuda de football 2005-2006 |                       |
| Champion                                               | SAP FC (1er titre)    |
| Coupes et trophées                                     |                       |
| Vainqueur de la Coupe d'Antigua-et-Barbuda 2005-2006   | Freemansville FC (D2) |
| Qualifications continentales                           |                       |
| CFU Club Championship 2006                             | SAP FC                |
| CFU Club Championship 2006                             | Hoppers FC            |
| Promotions et relégations                              |                       |
| Promus en Premier Division                             | Sea View Farm FC      |
| Promus en Premier Division                             | Freemansville FC      |
| Relégués en First Division                             | Wadadli FC            |
| Relégués en First Division                             | West Ham Point        |